# Уин, Лен
Леонард Норман «Лен» Уин (англ. Leonard Norman "Len" Wein — Лен Уайн/Вайн; 12 июня 1948, Нью-Йорк — 10 сентября 2017, Лос-Анджелес) — американский сценарист и редактор комиксов, более всего известный по участию в работе над комиксами издательств DC Comics «Болотная тварь» и Marvel Comics «Росомаха». Также внёс большой вклад в возрождение команды супергероев Marvel «Люди Икс» (в том числе, был одним из создателей таких персонажей, как Ночной Змей, Гроза и Колосс). Редактор минисерии DC Comics «Хранители» сценариста Алана Мура и художника Дэйва Гиббонса.

## Биография
Родился в Нью-Йорке в еврейской семье. Родители — Филлип Уайн и Розалин Бауман, брат Майкл (1955—2007). До семи лет жил в Бронксе, потом семья переехала в Левиттоун на Лонг-Айленде.

### Начало карьеры
В интервью 2003 года, Уин вспоминает, что: 

Я был очень болезненным ребёнком. Когда мне было 7 лет, я попал в больницу, и мой папа принёс мне стопку комиксов, чтобы как-то занять меня. Я был поражен, и, когда в восьмом классе, мой учитель рисования, господин Смедли, сказал мне, что считает, что у меня есть художественный талант, я решил приложить все свои силы к тому, чтобы когда-нибудь попасть в индустрию комиксов.
Оригинальный текст (англ.)was a very sickly kid. While I was in the hospital at age seven, my dad brought me a stack of comic books to keep me occupied. And I was hooked. When my eighth grade art teacher, Mr. Smedley, told me he thought I had actual art talent, I decided to devote all my efforts in that direction in the hope that I might someday get into the comics biz.

Примерно раз в месяц, Уин, вместе со своим другом Марвом Вольфманом, в составе группы других подростков посещает офис компании DC Comics, в рамках еженедельного четвергового тура. Вольфман был активным фанатом комиксов, и вместе с Уином создал несколько историй о супергероях, которые были переданы в редакцию DC. В то время Уин больше хотел рисовать комиксы, чем писать для них сценарии. В интервью 2008 года, Уин сказал, что его опыт художника очень помогал ему «описать требуемую картинку другим художникам, так как я видел её в своей голове» («англ. describe art to an artist so that I can see it all in my own head»), и утверждал, что: 

было много художников, особенно в DC, парней вроде Ирва Новика и нескольких других, которые могли прийти в офис за новой порцией заданий, и спросить (редактора) Юлиуса Шварца: «У вас нет сценариев Лена Уина? По ним так просто рисовать.»
Оригинальный текст (англ.)used to have artists, especially at DC, guys like Irv Novick and a few of the others, who would come into the office waiting for their next assignment and ask [editor] Julie Schwartz, 'Do you have any Len Wein scripts lying around? He's always easy to draw.'
В итоге, Вольфман и Уин были наняты редактором DC Джо Орландо в роли фрилансеров сценаристов.
 Первой профессиональной работой Уина в DC стала история «Eye of the Beholder» опубликованная в декабре 1968 года в 18-м выпуске серии «Юные Титаны», для которой он вместе с Вольфманом создал «Red Star», первого официального русского супергероя во вселенной DC. В качестве художника и редактора новой истории о Юных Титанах по сценарию Уина и Вольфмана был приглашён Нил Адамс. Эта история, озаглавленная «Titans Fit the Battle of Jericho!», должна была представить публике первого афроамериканского супергероя DC, но была отвергнута издателем Кармайном Инфантино. Переделанная история была опубликована в 20-м выпуске «Teen Titans», опубликованном в марте-апреле 1969 года.
Позднее, в том же году, Уин пишет антологию таинственных историй «The House of Secrets» для DC Comics, а также, «Tower of Shadows» и «Chamber of Darkness» Marvel Comics. Кроме этого, он начинает писать сценарий для романтического комикса «Secret Hearts», участвует в разработке серии сопутствующих игрушек компании, под названием «Hot Wheels»; журналов хоррор-комиксов «Nightmare» и «Psycho» издательства Skywald Publications' и книг комиксов в стиле вестерна «The Bravados» и «The Sundance Kid» этого же издательства; «Mod Wheels», «Boris Karloff Tales of Mystery» издательства Gold Key Comics; серии сопутствующих игрушек «Microbots», а также игрушек по телевизионным сериалам «Звёздный путь» и «Сумеречная зона».

### DC и Marvel Comics
Первой работой Уина над супергероями Marvel стала история, опубликованная в декабрьском 71-м номере серии «Сорвиголова» 1970 года, сценарий для которой он написал совместно со штатным сценаристом/редактором компании Роем Томасом. Позже, Уин писал сценарии для различных серий о супергероях DC, таких как: «Adventure Comics» (с участием Супергёрл и Затанны), «Флэш» и «Супермен», параллельно занимаясь выпуском антологий мистических историй, в том числе над созданием выпусков с 14-го по 26-й оккультистской серии «Phantom Stranger», опубликованных в период с августа 1971 года по сентябрь 1973 года.
Вместе с художником Берни Райтсоном, для 92-го выпуска серии «The House of Secrets» (опубликован в июле 1971 года) Уин создаёт хоррор-персонажа Болотная тварь. В течение нескольких десятилетий Болотная тварь была знаковым персонажем серий и мини-серий, публикуемых DC Comics, начиная с первых выпусков 1972—1976 годов, работы Уина и Райтсона, «Saga of the Swamp Thing» середины 1980-х годов, где Уин выступал в роли редактора, а сценарий писал начинающий в то время сценарист Алан Мур, а также двух художественных фильмов и синдикацированных телевизионных программ. В третьем выпуске «Swamp Thing», опубликованном в феврале-марте 1973 года Уин и Райтсон ввели в серию ещё одного основного персонажа, партнёра Болотной твари, Абигейл Аркан. Во второй истории, (написанной в мае 1971 года, опубликованной в июне 1972 года) посвящённой монстру Man-Thing, читатели познакомились с Барбарой Морс и концепцией англ. «Whoever Knows Fear Burns at the Man-Thing’s Touch». Позднее, редактором историй о Man-Thing становится Стив Гербер.
Тогда же, в середине 1970-х, Уин пишет сценарии для получивших в дальнейшем очень хорошие отзывы, нескольких выпусков серии «Лига Справедливости» (выпуски с 100-го по 114-й), в которых, вместе с художником Диком Диллином, обновляет образы команд: «Seven Soldiers of Victory» (в выпусках 100—102) и «Freedom Fighters» (в выпусках 107—108). В конце 1972 года, Уин, вместе со сценаристами Джерри Конвеем и Стивом Энглхартом создает метапрозаический неофициальный кроссовер, объединяющий серии двух ведущих компаний-издателей комиксов. Каждый из выпусков этого кроссовера представляет Уина, Конвея, Энглхарта, а также первую жену Уина, Глинис, общающимися с персонажами комиксов Marvel и DC на параде в Ратленде. Начавшись в 16-м выпуске «Amazing Adventures» (сценарий Энглхарта, рисунки Боба Брауна и Фрэнка МакЛахлина), история продолжилась в 103-м выпуске «Лиги Справедливости» (авторства Уина, Диллина и Дика Джордано), и завершена в 207-м выпуске «Тор» (авторства Конвея и контуровщика Джона Баскема). Как Энглхарт объяснил в 2010 году:

Конечно, это выглядело как радикально отличающаяся от всего используемого до этого концепция, и, мы знали, что должны использовать очень тонкий юмор, а каждая история будет вещью в себе, без связи с другими историями, но, мы на самом деле сделали это. Действительно, стоит перечитывать эти истории снова и снова — нас не особо беспокоил тот факт, что один из нас работал в DC, а двое других были из Marvel. Я думаю, это позволило нам быть более креативными и ощущать, что мы создаём что-то по настоящему крутое.
Оригинальный текст (англ.)It certainly seemed like a radical concept and we knew that we had to be subtle (laughs) and each story had to stand on its own, but we really worked it out. It’s really worthwhile to read those stories back to back to back — it didn’t matter to us that one was at DC and two were at Marvel — I think it was us being creative, thinking what would be really cool to do.
Суперзлодей Libra, созданный Уином и Диллином для 111-го выпуска «Лиги справедливости» (опубликован в мае-июне 1974 года), вышел на первый план в серии Гранта Моррисона «Final Crisis» в 2008 году.
Работая в дуэте с художником Кармайном Инфантино, Уин создает персонажа под именем Human Target, нашедшего своё место в сериях «Action Comics», «Detective Comics», and «The Brave and the Bold». История этого персонажа была экранизирована в виде телевизионного сериала, первая серия которого была показана в июле 1992 года на канале ABC. Главную роль в этом сериале получил Рик Спрингфилд. Всего было показано 7 серий, после чего съёмка сериала прекратилась, для того, чтобы возобновиться уже в 2010 году. Два сезона новой версии сериала, с занимающими главные роли актёрами Марком Вэлли, Чи МакБрайдом и Джеки Хейли, транслировались по каналу FOX.
В начале 1970-х Уин начинает регулярно писать для Marvel Comics. В 1974 году он сменяет Роя Томаса на посту главного редактора линии производства цветных комиксов, и остаётся на этой должности чуть больше года. Следующий эту должность занимает Вольфман. Как сценарист, Уин продолжительное время работает над такими сериями Marvel, как: «Marvel Team-Up», «The Amazing Spider-Man», «Халк», «Тор» и «Фантастическая четвёрка». Также ему удаётся недолго поработать с сериями «Защитники» и «Brother Voodoo».
В 1975 году, вместе с художником Дейвом Кокрумом, Уин возрождает команду «Люди Икс» после пятилетнего забытья, изменив заодно состав этой команды. Среди персонажей, созданных дуэтом для новой серии были такие герои как: Ночной Змей, Буревестник, Гроза и Колосс. Также, в команду вошёл созданный ранее для серии «Халк» Росомаха.

### Возврат в DC
В конце 1970-x, после спора с управлением Marvel, Уин возвращается в DC в качестве сценариста и редактора.
Он пишет сценарии для серии «Бэтмен» и сотрудничает с художниками Дэйвом Гиббонсом и Марком Фармером при работе над серией «Зелёный Фонарь». В первом выпуске «Бэтмена», над которым работал Уин (это был 307-й выпуск серии, опубликованный в январе 1979 года) появляется руководитель Wayne Foundation, Люциус Фокс. В экранизациях комикса «Бэтмен: Начало» и «Тёмный рыцарь» роль Фокса сыграл Морган Фримен. Вместе с художником Маршаллом Роджерсом, Уин создает третью версию суперзлодея по имени Глиноликий для 478-го выпуска «Detective Comics», опубликованного в июле-августе 1978 года.
В 1980 году Уин пишет сценарий для первой мини-серии о Бэтмене «The Untold Legend of the Batman», а на следующий год создаёт кроссовер о Бэтмене и Халке, вышедший в 27-м выпуске «DC Special Series», опубликованном в конце 1981 года.
Совместно с художником Россом Эндрю, Уин начинает работу над новой серией «Pandora Pann», основанной на мифах Древней Греции. Эта серия должна была начать публиковаться в 1982 году, но, по ряду причин, Уин не смог уделить ей достаточно времени, и проект был закрыт.
Уин работает в качестве редактора над первыми двенадцатью выпусками серии «Camelot 3000». Кроме этого, он выполняет обязанности редактора серий: «Юные Титаны», «All-Star Squadron», «Batman and the Outsiders», «Who's Who in the DC Universe», а также, получившей большую известность серии Алана Мура и Дэйва Гиббонса, «Хранители».
В 1986 году, Уин возрождает персонажа Синий жук и ведет переговоры о публикации мини-серии «Legends» Джона Острандера.
Следующий, 1987 год, Уин посвятил написанию сценариев для перезагрузки серии о Чудо-женщине, работая над ней вместе с художником Джорджем Пересом. В этом же году, в дуэте с художником Стивом Эрвином, Уин создает супергероя по имени Gunfire.

### Дальнейшая карьера
После своего возвращения в DC и переезда на западное побережье, Уин был приглашён на должность главного редактора издательства Disney Comics. В этой компании он работает в течение трёх лет. После увольнения из Disney Comics, Уин занимается написанием сценариев и редакторской работой над анимационными сериалами по мотивам комиксов: «Люди Икс», «Бэтмен», «Человек Паук», «Street Fighter», «Эхо-взвод», «Фантом 2040», «Годзилла», «Pocket Dragon Adventures», «Reboot» и «Планета монстров». В 2001 год, вместе с Вольфманом, он пишет сценарий «Gene Pool» для компании Helkon, а позже, приквел к сценарию, опубликованный в виде комикса издательством IDW Publishing.
Уин объединяется в команду с писателем Куртом Бузиком и художником Келли Джонсом для работы над четырьмя выпусками мини-серии «Conan: The Book of Thoth» издательства Dark Horse Comics. Он пишет сценарий для серии «The Victorian» издательства Penny-Farthing Press, а также сочиняет истории для комиксов издательства Bongo Comics по мотивам телевизионных сериалов «Симпсоны» и «Футурама».
В период с 2005 по 2008 год, Уин участвует в телевизионном шоу «What's My Line?». Он также пишет сценарии для анимационных сериалов «Бен-10: Инопланетная сила», «Бен-10: Инопланетная сверхсила», «Ben 10: Omniverse» и «Супергеройский отряд» компании Cartoon Network.
Уином был написан сценарий для видеоигры «Watchmen: The End Is Nigh», который содержал предысторию героев, использующуюся в дальнейшем как в следующих выпусках серии, так и в экранизации комикса.
Уин возвращается к созданию комиксов для DC в конце 2000-х годов, когда начинает работать над проектом «DC Retroactive», написав несколько историй для специального выпуска «Batman — The '70s» (художник Том Мандрейк, выпуск опубликован в сентябре 2011 года) и «Green Lantern — The '80s» (художник Джо Стейтон, опубликовано в октябре 2011 года). Сборник в твердом переплёте его 10-ти выпусков «DC Universe: Legacies» был опубликован в августе 2011 года. С 2012 года, Уин работает над проектом «Before Watchmen» и пишет сценарий для мини-серии «Before Watchmen: Ozymandias».

### Личная жизнь
Уин по происхождению еврей. Первая жена — Глинис Оливер, колорист комиксов, несколько лет работала над серией «Люди Икс». Вторая жена Кристин Валада (англ. Christine Valada), фотограф и адвокат.
6 мая 2009 года сгорела большая часть дома Уина в Калифорнии. В огне погибло много имущества и памятных подарков, в том числе награды Shazam Award. Кроме этого, пожар унёс жизнь собаки Уина, которую звали Шеба (англ. Sheba).
Начиная с 26 октября 2009 года, жена Уина, Кристин, начинает участвовать в телевизионном шоу «Jeopardy!». Вскоре, она становится четырёхкратным чемпионом, с выигрышем более $60,000. Кристин заявила, что выигранные деньги пойдут на восстановление коллекции произведений искусства и библиотеки, утерянной при пожаре.
Умер 10 сентября 2017 года.

## Награды и премии
- Shazam Awards, «Лучший драматический сценарист» за серию «Болотная тварь» и «Лучшая отдельная драматическая история» за «Dark Genesis» (с Берни Райтсоном[англ.]) опубликованную в первом выпуске «Болотной твари» в 1972 году.[37]
- Номинирован на премию Shazam Awards в нескольких категориях в 1973 году. Уин и Райтсон выиграли премию этого года также за «Болотную тварь», в номинации «Лучшее продолжение».[38]
- Выиграл Inkpot Award в 1977 году.[39]
- Выиграл Comics Buyers Guide Award, как лучший редактор, в 1982 году.
- Номинирован в 1998 году на премию Брэма Стокера, за комикс «The Dreaming: Trial and Error[англ.]», опубликованный импринтом DC Comics Vertigo.[40]
- Введен в зал славы премии Айснера в 2008 году.[41]
- Выиграл First Place Award на First Comics News.com, в категории «Лучшая мини-серия» за «DC Universe Legacies» в 2010 году.